# Miro à gorge noire
Plesiodryas albonotata
Genre
Espèce
Synonymes
- Poecilodryas albonotata (protonyme)

Statut de conservation UICN

 LC  : Préoccupation mineure
Le Miro à gorge noire (Plesiodryas albonotata) est une espèce de passereaux de la famille des Petroicidae.

## Répartition et habitat
Il fréquente les forêts humides tropicales et subtropicales d'altitude de Nouvelle-Guinée.

## Sous-espèces
Selon le Congrès ornithologique international il se répartit en 3 sous-espèces :
- Plesiodryas albonotata albonotata (Salvadori, 1875) — péninsule de Doberai
- Plesiodryas albonotata griseiventris Rothschild & Hartert, 1913 — chaîne Centrale (Nouvelle-Guinée)
- Plesiodryas albonotata correcta Hartert, 1930 — péninsule de Huon et péninsule papouane